# Nguyễn Phúc Chu
 (octobre 2018).
Si vous disposez d'ouvrages ou d'articles de référence ou si vous connaissez des sites web de qualité traitant du thème abordé ici, merci de compléter l'article en donnant les références utiles à sa vérifiabilité et en les liant à la section « Notes et références ».
Nguyễn Phúc Chu, né le 11 juin 1675 et mort le 1er juin 1725, connu également sous le nom du seigneur Minh (vietnamien : chúa Minh), dignitaire vietnamien et membre de la famille des Nguyễn. Il règne de 1691 à 1725.